# اشتپان واچوشک
اشتپان واچوشک (انگلیسی: Štěpán Vachoušek؛ زادهٔ ۲۶ ژوئیهٔ ۱۹۷۹) یک بازیکن فوتبال اهل جمهوری چک است.

## باشگاهی
از باشگاه‌هایی که در آن بازی کرده‌است می‌توان به المپیک مارسی، باشگاه فوتبال آستریا وین، تپلیس، اسپارتا پراگ، بلشانی، و اسلاویا پراگ اشاره کرد.
وی همچنین در تیم ملی فوتبال جمهوری چک بازی کرده است.